# Sphingnotus
Sphingnotus is een kevergeslacht uit de familie van de boktorren (Cerambycidae). De wetenschappelijke naam van het geslacht werd voor het eerst geldig gepubliceerd in 1855 door Perroud.

## Soorten
Sphingnotus omvat de volgende soorten:
- Sphingnotus dunningi Pascoe, 1868
- Sphingnotus insignis Perroud, 1855
- Sphingnotus mirabilis (Boisduval, 1835)